# Brian Ackland-Snow
Pour les articles homonymes, voir Ackland-Snow, Ackland et Snow.
Brian Ackland-Snow est un directeur artistique britannique né le 31 mars 1940 à Londres (Angleterre) et mort le 30 mars 2013 à Londres également.

## Filmographie (sélection)
- 1977 : Croix de fer (Cross of Iron) de Sam Peckinpah
- 1978 : Mort sur le Nil (Death on the Nile) de John Guillermin
- 1979 : Dracula de John Badham
- 1982 : Dark Crystal (The Dark Crystal) de Jim Henson et Frank Oz
- 1983 : Superman 3 de Richard Lester
- 1984 : Signé : Lassiter (Lassiter) de Roger Young
- 1985 : Chambre avec vue (A Room With a View) de James Ivory
- 1985 : Le Docteur et les Assassins (The Doctor and the Devils) de Freddie Francis
- 1985 : Le Pacte Holcroft (The Holcroft Covenant) de John Frankenheimer
- 1987 : Maurice de James Ivory
- 1988 : Élémentaire, mon cher... Lock Holmes (Without a Clue) de Thom Eberhardt
- 1995 : Haunted de Lewis Gilbert

## Distinctions

### Récompenses
- 1987 : Oscar des meilleurs décors pour Chambre avec vue
- 1987 : British Academy Film Award des meilleurs décors pour Chambre avec vue